# Беларусь на летних Олимпийских играх 2004

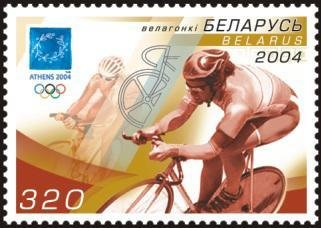
Почтовая марка, посвящённая сборной Беларуси по велоспорту на летних Олимпийских играх 2004

Беларусь на Олимпиаде в Афинах третий раз в истории летних Олимпийских игр выступила независимой командой. Белорусские атлеты завоевали 13 медалей: две золотые, пять серебряных и шесть бронзовых. В неофициальном командном зачете сборная заняла 26-е место.
В декабре 2012 года после перепроверки допинг-проб 2004 года Международный олимпийский комитет лишил олимпийских наград серебряного призёра в метании молота Ивана Тихона и бронзовую медалистку в метании диска Ирину Ятченко.

## Медали

### Золото
| Золото |                 |                                     |
| №      | Спортсмены      | Вид спорта (дисциплина)             |
| 1      | Юлия Нестеренко | Лёгкая атлетика (бег на 100 м)      |
| 2      | Игорь Макаров   | Дзюдо (весовая категория до 100 кг) |

### Серебро
| Серебро |                     |                                               |
| №       | Спортсмены          | Вид спорта (дисциплина)                       |
| 1       | Магомед Арипгаджиев | Бокс (весовая категория до 81 кг)             |
| 2       | Виктор Зуев         | Бокс (весовая категория до 91 кг)             |
| 3       | Екатерина Карстен   | Академическая гребля (одиночка)               |
| 4       | Андрей Рыбаков      | Тяжёлая атлетика (весовая категория до 85 кг) |
| 5       | Анна Батюшко        | Тяжёлая атлетика (весовая категория до 63 кг) |

### Бронза
| Бронза |                                 |                                                      |
| №      | Спортсмены                      | Вид спорта (дисциплина)                              |
| 1      | Роман Петрушенко и Вадим Махнев | Гребля на байдарках и каноэ (байдарка-двойка, 500 м) |
| 2      | Наталья Цилинская               | Велоспорт (гит)                                      |
| 3      | Юлия Бичик и Наталья Гелах      | Академическая гребля (двойка распашная)              |
| 4      | Сергей Мартынов                 | Пулевая стрельба (малокалиберная винтовка, лежа)     |
| 5      | Татьяна Стукалова               | Тяжёлая атлетика (весовая категория до 63 кг)        |
| 6      | Вячеслав Макаренко              | Греко-римская борьба (весовая категория до 84 кг)    |

## Результаты соревнований

### Водные виды спорта

#### Плавание
Спортсменов — 4
В следующий раунд на каждой дистанции проходили лучшие спортсмены по времени, независимо от места занятого в своём заплыве.
Женщины
| Спортсменка                                            | Соревнование          | Предварительные заплывы | Предварительные заплывы | Полуфиналы | Полуфиналы | Финал     | Финал     |
| Спортсменка                                            | Соревнование          | Результат               | Место                   | Результат  | Место      | Результат | Место     |
| ------------------------------------------------------ | --------------------- | ----------------------- | ----------------------- | ---------- | ---------- | --------- | --------- |
| Анна Щерба Мария Щерба Ирина Нефёдова Светлана Хохлова | 4×100 м вольный стиль | 3:45,38                 | 11                      |            |            | Не прошли | Не прошли |

### Гимнастика

#### Прыжки на батуте
Женщины
| Соревнование      | Спортсмены      | Квалификация | Квалификация | Финал                 | Финал                 |
| Соревнование      | Спортсмены      | Очки         | Место        | Очки                  | Место                 |
| ----------------- | --------------- | ------------ | ------------ | --------------------- | --------------------- |
| личное первенство | Татьяна Петреня | 32,9         | 16           | завершила выступление | завершила выступление |

### Тяжёлая атлетика
Спортсменов — 8
Мужчины
| Категория | Спортсмен          | Масса  | Рывок | Рывок | Рывок | Толчок | Толчок | Толчок | Всего | Место |
| Категория | Спортсмен          | Масса  | 1     | 2     | 3     | 1      | 2      | 3      | Всего | Место |
| --------- | ------------------ | ------ | ----- | ----- | ----- | ------ | ------ | ------ | ----- | ----- |
| 56 кг     | Виталий Дербенёв   | 55,85  | 120.0 | 125.0 | 127.5 | 145.0  | 152.5  | 152.5  | 280.0 | 4     |
| 69 кг     | Сергей Лавренов    | 68,89  | 147.5 | 152.5 | 152.5 | 170.0  | 170.0  | 170.0  | 317.5 | 6     |
| 85 кг     | Андрей Рыбаков     | 84,58  | 175.0 | 180.0 | 183.0 | 195.0  | 200.0  | 202.5  | 380.0 |       |
| 85 кг     | Александр Анищенко | 83,69  | 170.0 | 170.0 | 170.0 | 200.0  | 210.0  | 210.0  | 370.0 | 6     |
| 105 кг    | Михаил Авдеев      | 104,93 | 175.0 | 180.0 | 185.0 | 215.0  | 225.0  | 225.0  | 400.0 | 9     |

Женщины
| Категория | Спортсмен          | Масса | Рывок | Рывок | Рывок | Толчок | Толчок | Толчок | Всего | Место |
| Категория | Спортсмен          | Масса | 1     | 2     | 3     | 1      | 2      | 3      | Всего | Место |
| --------- | ------------------ | ----- | ----- | ----- | ----- | ------ | ------ | ------ | ----- | ----- |
| 53 кг     | Анастасия Новикова | 52,95 | 80.0  | 85.0  | 87.5  | 102.5  | 107.5  | 110.0  | 190.0 | 5     |
| 63 кг     | Анна Батюшко       | 62,87 | 105.0 | 110.0 | 115.0 | 120.0  | 120.0  | 127.5  | 242.5 |       |
| 63 кг     | Татьяна Стукалова  | 62,90 | 95.0  | 100.0 | 100.0 | 115.0  | 120.0  | 122.5  | 222.5 |       |